# Portrait de Sigismond de Luxembourg
Le Portrait de Sigismond de Luxembourg (italien : Ritratto di Sigismondo di Lussemburgo) est une tempera sur panneau autrefois attribuée au peintre italien de la fin du Gothique Pisanello et probablement exécuté entre 1432 et 1433. Le portrait  est exposé au Kunsthistorisches Museum à Vienne, en Autriche.

## Description
Le portrait a peut-être été exécuté lorsque le roi Sigismond voyageait à Mantoue pour attribuer à Gianfrancesco Gonzaga le titre de marquis. En octobre 1431, le roi s'était rendu en Italie pour séjourner à la cour de Filippo Maria Visconti de Milan, où il a reçu la couronne de Fer de Lombardie. Plus tard, il a également séjourné à Lucques et à Sienne, puis à Rome pour y être couronné empereur du Saint Empire romain par le Pape Eugène IV, le 31 mai 1433.

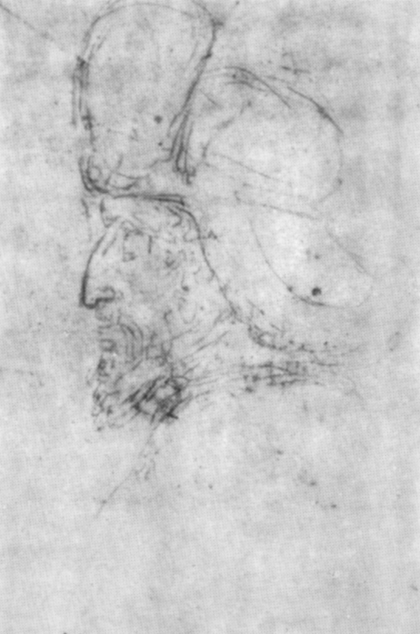
Dessin de Pisanello, musée du Louvre Département des Arts Graphiques, INV 2479

Le portrait obtient un statut officiel et a été copié à plusieurs reprises. En 1451, Piero della Francesca a été inspiré par lui, pour sa fresque de Sigismond de Bourgogne dans son tableau Sigismondo Pandolfo Malatesta en prière au Tempio Malatestiano, où il peint le même chapeau, mais sans la fourrure. Le portrait fait partie de la collection impériale et logé dans la résidence de l'archiduc Ferdinand II d'Autriche au château d'Ambras, près d'Innsbruck, avant d'être acquis par le Kunsthistorisches Museum.
L'attribution à Pisanello est contestée, bien que soutenue par un dessin de Pisanello avec l'empereur portant le même chapeau, exposé au musée du Louvre à Paris. Il a été précédemment attribué au peintre de Salzbourg, Conrad Laib ou à un artiste de Bohème.